# Індепендент он санді
«Індепендент он Сандей» (англ. The Independent on Sunday)  (1990)— британська щотижнева газета, яка виходить щонеділі. Сестринська газета «Індепендент», її недільний варіант є частиною групи Independent News & Media і належить ірландському бізнесменові Тоні О'Рейлі (колишній регбі гравець і ведучий акціонер Waterford Wedgwood. The Independent on Sunday, як правило, співчуває лівоцентристській політиці, хоча традиційно вона не має жодних зв'язків із якоюсь політичною партією. З Independent on Sunday пов'язано багато гучних газетних кампаній. Наприклад, кампанія, пов'язана з легалізацією марихуани.

## Історія
Газета друкується з 28 січня 1990 року. На таблоїдний формат перейшла 16 жовтня 2005 року, майже через 18 місяців після запуску у новому форматі газети The Independent. Газета була створена компанією Newspaper Publishing Ltd з метою надати читачам недільний The Independent. Окрім основної секції, перший випуск включав таблоїд-додаток Business on Sunday та кольоровий журнал Sunday Sunday Review.
25 березня 2010 року Independent Print Limited (компанія, що належала родині Лебедєва), погодилася придбати газету Independent разом з Independent on Sunday у Independent News & Media. Олександр Лебедев став членом ради директорів, а його син Євген Лебедєв (колишній голова London Evening Standard, що теж належить родині Лебедєвих) — головою нової компанії.

## Додатки до Independent on Sunday
У 2007 році The Independent on Sunday, як і багато інших недільних газет, розпочав випуск регулярних додатків, таких як кольоровий журнал Sunday Review (Недільний Огляд), ABC (Мистецтво, Книги, Культура). Також з'явилися нові розділи-доповнення Business & Money та The Compact Traveller (Бізнес, гроші та компактний мандрівник). Пізніше недільні Sunday Review, і ABC були об'єднані в журнал The New Review (Новий Огляд), а доповнення газети Business повернулося до назви Business on Sunday. 28 вересня 2008 року Independent on Sunday переключився на повнокольорове виробництво вперше у своїй 18-річної історії. Розділи, присвячені бізнесу та подорожам були включені в основну секцію газети. Водночас був введений спортивний додаток

## Структура газети
Комплект недільного випуску The Independent on Sunday можна купити за ціною £2,20. До структури недільного випуску входять такі рубрики:
- News (Новини)  — актуальні новини в середині країни.
- The interview (Інтерв'ю) — бесіди з цікавими людьми.
- World News (Новини світу) — найважливіші новини світу.
- Art&Book (Мистецтво і книга)- головні культурні новини: цікаві проєкти, популярні книги, нові тенденції мистецтва.
- Reviews&Previews (Відгуки та анонси) — попередні оповіщення про будь-які події, зокрема концерти, вистави, покази кінофільмів, випуски книг або комп'ютерних програм.
- Sport (Спорт) — спортивні новини, програми.
- Business Courses (Бізнес-курси) — новини бізнесу, бізнес-тренінги.
- Albums&Dvds (Альбоми і DvDs) — музичні новинки.
- This week's TV&Radio (Телебачення і радіо цього тижня) — програми, проєкти телебачення та радіо протягом тижня.
- Today's TV&Radio (Телебачення і радіо сьогодні) — програми, проєкти телебачення та радіо цього дня.
- Books (Книги) — нові тенденції видань, характеристика книг.
- Comment (Коментарі) — коментарі експертів.
- Travel (Подорож) — подорожі, пригоди, найцікавіші місця світу
- .Money (Гроші) — економічні, банківські, біржові справи.

## Цікаві відомості
- Олександр Лебедєв придбав Independent у 2010 році в одному пакеті з її недільним випуском Independent on Sunday в ірландського видавничого медіахолдингу News and Media за символічну суму в один фунт.
- Лебедєв неодноразово заявляв, що хоче продати The Independent. Та нещодавно в пресі з'явилася інформація, що Олександр та його син Евгеній, співвласник газети, більше не планують її продавати, а розглядають варіант залучення інвестицій. [Архівовано 8 грудня 2014 у Wayback Machine.]
- Можна здійснити підписку на Independent on Sunday на сайті presa.ua. Мінімальний термін підписки — 12 місяців. Ціна на мінімальну підписку 12 734,40 грн.

## Скандали
Ірландський співак Ван Моррісон 14 листопада виграв судову справу проти місцевої газети Sunday Independent, яка поширила неправдиві відомості про те, що музикант вступив у зв'язок зі співачкою Ліндою Гейл Льюїс. Власники газети принесли вибачення Моррісону і його давній партнерці Мидель Рокке і виплатили велику суму (її точний розмір не уточнюється) в результаті слухання у Верховному суді Белфаста. Крім того, перед артистом вибачився юрист видання Sunday Independent.
Неправдиві відомості журналісти газети почерпнули з уривків інтерв'ю, яке Льюїс дала в минулому місяці в ірландському телевізійному ток-шоу. Співачка повідомила про те, що між нею і Моррісоном був сексуальний зв'язок, що сильно обурило співака. Відразу ж після закінчення телешоу виконавець зробив заяву, в якій спростував все, що сказала про нього Лінда. «Її обурливі слова — абсолютна вигадка. Між нами ніколи нічого такого не було», — сказав він. Юрист Ван Моррісона додав, що він розіслав попередження з переконливим проханням не публікувати ці відомості таким газетам, як Mail On Sunday, Irish Star, Daily і Sunday Mirror.
02:00:00 http://old.intermedia.ru/news/132141. {{cite web}}: Пропущений або порожній |title= (довідка)[недоступне посилання з червня 2019]

## Редактори
- Stephen Glover (1990—1991)
- Ian Jack (1991—1995)
- Peter Wilby (1995—1996)
- Rosie Boycott (1996—1998)
- Kim Fletcher  (1998—1999)
- Janet Street-Porter (1999—2002)
- Tristan Davies (2002—2007)
- John Mullin (2007 — донині)

## Автори й оглядачі
- Janet Street-Porter («Editor-At-Large»)
- Joan Smith — Comment & Debate
- John Rentoul — Comment & Debate
- Alan Watkins — Comment & Debate
- Patrick Cockburn — Comment & Debate
- Cole Moreton — News Analysis (Regular double-spread)
- Peter Cole — «On The Press»
- David Randall & Tim Minogue — «Observatory»
- Rupert Cornwell — «Out of America»
- Dom Joly — «First Up» in The Sunday Review
- Hermione Eyre — Multitude of reviews in ABC
- Anna Picard— Opera and Classical